# Roggenburg (Bâle-Campagne)
Pour les articles homonymes, voir Roggenburg.
Roggenburg (en français : Roggenbourg) est une commune suisse du canton de Bâle-Campagne, située dans le district de Laufon.

## Géographie
Roggenbourg constitue une commune limitrophe de la France (département du Haut-Rhin) et des cantons du Jura et de Soleure, mais qui ne touche le canton de Bâle-Campagne qu'au niveau d'une seule borne, formant une enclave.
Le territoire de Roggenburg s'étend sur 6,65 km2. Lors du relevé de 2013-2018, les surfaces d'habitations et d'infrastructures représentaient 3,6 % de sa superficie, les surfaces agricoles 49,3 %, les surfaces boisées 46,8 % et les surfaces improductives 0,6 %.
|            | Kiffis (FR) |             |
| Pleigne    | Roggenburg  | Kleinlützel |
| Ederswiler | Movelier    | Soyhières   |

## Histoire
La première référence au village date de 1207 en tant que Rokinberc. Le nom dérive du mot latin Rogus. Roggenbourg appartenait aux comtes de Thierstein puis, en 1454, aux princes-évêques de Bâle. Au XVIIe siècle, le village a été dépeuplé du fait de la peste. Des germanophones se sont alors installés remplaçant les francophones. Entre 1793 et 1815, il appartenait à la France et faisait initialement partie du département du Mont-Terrible puis, à partir de 1800 à celui du Haut-Rhin. Le congrès de Vienne, en 1815, l'attribue au district de Delémont du canton de Berne.
Roggenbourg, en tant que commune à majorité germanophone a voté contre la création du canton du Jura (question jurassienne). Au plébiscite du 16 mars 1975, les districts de Moutier, Courtelary, La Neuveville et Laufon décident de demeurer dans le canton de Berne. Les communes se situant à la nouvelle frontière cantonale entre le futur canton du Jura et celui de Berne peuvent alors choisir de rester ou non dans leur district. Roggenbourg était un village frontalier dans le district de Delémont a donc pu voter une seconde fois contrairement à la commune voisine d'Ederswiler. Le 7 septembre 1975, la population a majoritairement décidé de rester dans le canton de Berne et rejoint le district de Laufon qui formait une enclave bernoise depuis la création du canton du Jura le 1er janvier 1979. Le district de Laufon a, après plusieurs votations, voté majoritairement son rattachement au canton de Bâle-Campagne le 12 novembre 1989. Roggenburg a voté majoritairement pour le maintien dans le canton de Berne mais, le transfert du district ayant lieu sans auto-détermination des collectivités, Roggenbourg a rejoint le canton de Bâle-Campagne avec le reste du district de Laufon.

## Démographie

### Évolution de la population
Roggenburg compte 264 habitants au 31 décembre 2022 pour une densité de population de 40 hab/km2. Sur la période 2010-2019, sa population a diminué de −2,4 % (canton : 5,5 % ; Suisse : 9,4 %).  

### Pyramide des âges
En 2020, le taux de personnes de moins de 30 ans s'élève à 23,4 %, au-dessous de la valeur cantonale (29,6 %). Le taux de personnes de plus de 60 ans est quant à lui de 28,6 %, alors qu'il est de 29,1 % au niveau cantonal.
La même année, la commune compte 139 hommes pour 130 femmes, soit un taux de 51,7 % d'hommes, supérieur à celui du canton (49,1 %).
| Hommes | Classe d’âge | Femmes |
| ------ | ------------ | ------ |
| 0,7    | 90 ans ou +  | 0,8    |
| 10,1   | 75 à 89 ans  | 6,9    |
| 18,7   | 60 à 74 ans  | 20,0   |
| 30,2   | 45 à 59 ans  | 34,6   |
| 15,8   | 30 à 44 ans  | 15,4   |
| 15,8   | 15 à 29 ans  | 13,8   |
| 8,6    | - de 14 ans  | 8,5    |

| Hommes | Classe d’âge | Femmes |
| ------ | ------------ | ------ |
| 0,8    | 90 ans ou +  | 1,5    |
| 9,1    | 75 à 89 ans  | 11,3   |
| 17,4   | 60 à 74 ans  | 18,0   |
| 22,9   | 45 à 59 ans  | 22,5   |
| 18,9   | 30 à 44 ans  | 18,6   |
| 15,9   | 15 à 29 ans  | 14,5   |
| 15,1   | - de 14 ans  | 13,7   |

## Sports
- Championnats du monde de side-car cross de 2014

## Culture et patrimoine

### Curiosités
- Église Saint-Martin de Tours. La paroisse de Roggenbourg est la plus ancienne de la vallée de Delémont. L'église mentionnée dès 1460, et rénovée six fois depuis, passa successivement du patronage de Saint-Léonard (Bâle) à celui des nobles de Steinbrunn, puis revint à l'abbaye de Lucelle. Saint-Martin de Tours est le patron de la paroisse. Le maître-autel, en boiserie sculptée par les frères Breton de Boncourt, vient de l'abbaye de Lucelle[6].
- Circuit de moto-cross.

### Personnalités
- Adolphe Walther (1883-1968), ancien préfet du Laufonnais et jurassien de la première heure
- Ernest Gerber, mécanicien Swissair, conseiller de district bilingue, restaurateur du haut-plateau delémontain

### Armoiries
Leur origine et leur interprétation ne sont pas connues. Les armoiries apparaissent au début du XXe siècle et sont acceptées par la commune en 1944. Elles se blasonnent : d'argent au bélier droit de sable avec des cornes et des griffes de gueules sur un triplet de sinople.